# 장미화 (희극인)
장미화(1970년 7월 15일 ~ )는 대한민국의 희극인이다.

## 학력
- 관동대학교 국어교육학과
- 숭덕여자고등학교 졸업

## 경력
- 2010년 경기사회복지공동모금회 홍보대사

## 수상 경력
- 2008년 제45회 저축의날 금융위원회위원장 표창
- 1992년 제 2회 KBS 대학개그제 대상 수상[1]

## 출연작

### 방송
- KBS2 《전원집합 토요대행진》
- KBS2 《코미디 세상만사》
- KBS2 《코미디 일번지》
- KBS2 《웃음천국》
- iTV 《최양락 이봉원의 금요천하》
- TV조선 《아름다운 당신 시즌1》
- KBS1 《가족오락관》
- KBS2 《생방송 여기는 TV 정보센터》
- KBS2 《밤과 음악 사이》
- KBS2 《생생 건강테크》
- 채널A 《김현욱의 굿모닝》
- 채널A 《행복한 아침》

### 드라마
- 《그 여자의 선택》 - 김창옥 역 (KBS2, 2006년)

### 라디오
- 《사랑방 손님과 장미화》 (CBS 표준FM, 2006년)
- 《라디오 멘토 부모》 (EBS FM, 2009년)

### 광고
- 치킨나라 (1996년, 모델 하지원과 함께 출연)

1. ↑  光(광) (1992년 8월 15일). “「92 KBS 대학개그제」(KBS2·하오6:20)”. 경향신문. 2018년 11월 9일에 확인함.